# Barbara (cantora)
Barbara (Paris, 9 de junho de 1930 - Neuilly-sur-Seine, 24 de novembro de 1997), cujo nome real era Monique Andrée Serf e também usou o pseudônimo de Barbara Brodi, foi uma cantora e compositora francesa.

## Biografia

### O início
Monique Serf era filha de Jacques, um judeu da Alsácia, e Esther Brodsky, uma ucraniana, e tinha três irmãos. Durante a ocupação da França pelos nazistas na Segunda Guerra Mundial, a família teve que se separar para fugir das perseguições aos judeus. Com a libertação do país pelos aliados, voltaram a se reunir em Vésinet.
Nas suas Mémoires, ela conta que sofreu abuso sexual por parte do próprio pai durante a infância.
Começou a estudar canto e piano ainda nos anos 40, mas desprezou o repertório clássico para se dedicar à música popular. Em 1948, aprovada num teste para o teatro Mogador, integrou o coro da opereta Violettes impériales.
Pouco depois, seu pai abandonou a família. Sem dinheiro para continuar seus estudos, Monique deixou Paris em 1950 e foi morar com um primo em Bruxelas.  Dois meses depois, uniu-se a uma comunidade de artistas em Charleroi. Commeçou a cantar em cabarés, adotando o pseudônimo de Barbara Brodi (inspirado no nome de sua avó, Varvara Brodsky). O seu repertório era formado por canções de Édith Piaf, Marianne Oswald, Germaine Montero, Juliette Gréco e Jacques Brel.
Em 1951, conheceu o advogado Claude Sluys, que tinha boas relações com empresários do ramo de espetáculos e com quem se casaria em 1953. Sluys abriu um cabaré onde ela começou a se apresentar com o nome artístico de Barbara, em 1952.

### Primeiros sucessos
Gravou seu primeiro disco em 1955. No mesmo ano, separou-se de Sluys e voltou para a França, apresentando-se em diversas casas noturnas de Paris. Em 1958, já famosa entre os frequentadores do Quartier Latin, apareceu pela primeira vez num programa de televisão.
Começou então a compor suas próprias canções. As duas primeiras foram gravadas num disco de 45rpm em 1959: J’ai troqué e J’ai tué l’amour. No mesmo ano saiu seu primeiro LP, Barbara à l'Écluse. No fim daquele ano, soube da morte de seu pai, na cidade de Nantes. O acontecimento inspirou a canção Nantes, um de seus maiores sucessos.

### Reconhecimento
Em 1960 vieram os discos Barbara chante Brassens (prêmio de melhor intérprete da Academia Charles Cros) e Barbara chante Jacques Brel. Co o sucesso de Nantes e Dis quand reviendras-tu, de 1963, vieram os convites para gravar pela Phillips e cantar ao lado de Georges Brassens.
Fez sua primeira turnê pela Europa em 1967. Na Alemanha, escreveu a canção Göttingen, que mais tarde, com outros de seus sucessos, seria gravada numa versão em alemão.
Em 1969, surpreendeu o público ao fim de um show no Olympia, anunciando que abandonava a música para se tornar atriz. Estreou no teatro no papel de uma prostituta, na peça Madame, escrita para ela por Rémo Forlani. A peça foi um fracasso de bilheteria. Mesmo assim, insistiu em atuar no teatro e cinema.
Retomou a carreira de cantora ainda na década de 70, apresentando-se sozinha ou ao lado de artistas como Johnny Halliday. Em 1982, recebeu o Grande Prêmio Nacional da Canção Francesa do então ministro da Cultura, Jack Lang.
Barbara, gravado em 1996, foi seu último disco. Morreu de uma intoxicação alimentar em 1997, quando escrevia suas memórias.

## Discografia
- 1954 - Barbara à l'Atelier Bruxelles

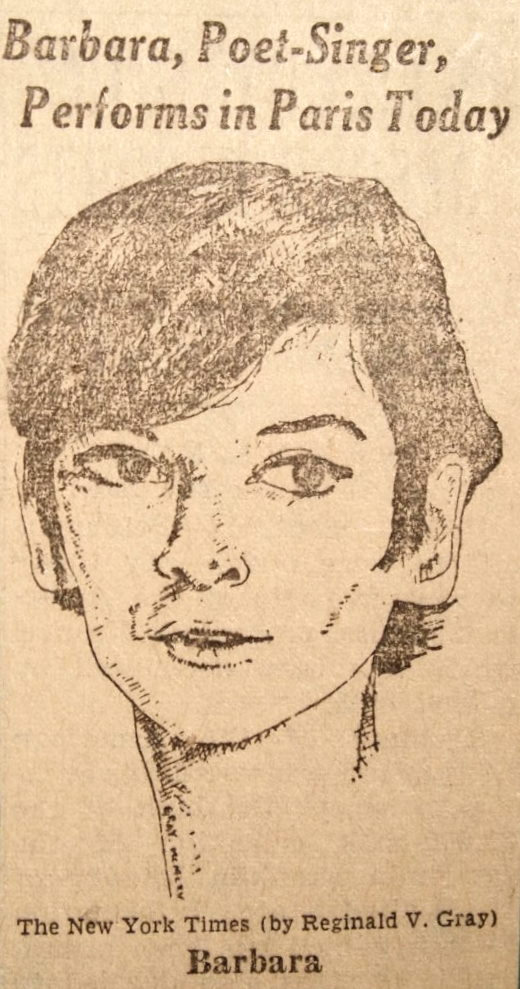
Retrato de Barbara publicado no jornal New York Times. Autor: Reginald Gray

- 1958 - Barbara - La Chanteuse De Minuit
- 1960 - Barbara chante Brassens et Brel
- 1964 - Barbara chante Barbara
- 1965 - Barbara No. 2
- 1967 - Barbara singt Barbara
- Ma plus belle histoire d'amour
- Bobino
- 1968 - Le Soleil Noir
- 1969 - Une Soirée avec Barbara
- Concerts Musicorama Inedits
- Alhambra de Bordeaux
- 1970 - Madame
- L'aigle noir
- 1971 - Une passion magnifique
- 1972 - La Fleur d'Amour
- Amours Incestueuses
- 1973 - La Louve
- Le temps du lilas
- 1974 - Au Théâtre des Variétés
- 1978 - Olympia 1978
- 1981 - Seule
- 1986 - Lily Passion
- 1987 - Châtelet 87 - Volume 1
- Châtelet 87 - Volume 2
- 1990 - Gauguin
- 1993 - Châtelet 93
- 1996 - Barbara[3]

## Regravações
A brasileira Aline de Lima gravou a canção Septembre no seu primerio CD, Arrebol. Roberta Campos fez uma versão em português de Dis quand reviendras-tu, intitulada Quando vai voltar.